# John Martin (sanger)
John Martin Lindström (født 22. august 1980) er en svensk singer-songwriter, bedst kendt for sit samarbejde med Swedish House Mafia.
Efter at have været featuring på en lang række nummer ét-hits, udgav han officielt sin debutsingle "Anywhere for you" den 7. april 2014.

## Diskografi

### Singler
- "Anywhere for you" (2014)
- "Love louder (Style of Eye Remix)" (2014)

### Som featuring artist
- "Save the world" (Swedish House Mafia feat. John Martin) (2011)
- "Fade into darkness" (Avicii feat. John Martin) (2011)
- "Don't you worry child" (Swedish House Mafia feat. John Martin) (2012)
- "Reload (Vocal Mix)" (Sebastian Ingrosso & Tommy Trash feat. John Martin) (2013)
- "Children of the sun" (Tinie Tempah feat. John Martin) (2013)
- "Cry" (Gryffin with John Martin)
- "Higher Ground" (Martin Garrix feat. John Martin) (2020)
- "Impossible" (David Guetta & MORTEN feat. John Martin) (2021)